# Attobrou
 (mars 2017).
Attobrou, chef-lieu de village, est une localité de l'ethnie Abé (ou Abbey, Abbè), située dans le Sud de la Côte d'Ivoire, et appartenant au département d'Agboville, dans la Région de l'Agnéby-Tiassa.
La localité d'Attobrou est un chef-lieu de commune et dotée d'une sous-préfecture en année 2017. Le périmètre de la commune d’Attobrou englobe dans ses limites, les villages d’Attobrou, Boguié, Copa, Séguié, Yadio et les campements qui leur sont rattachés : Gboto, Victorine, Adiko-m'po, Cacaotou, Copa, Ogbodji, etc.
Vers la fin des années 1940, fut lancé le projet de construction d'un nouveau village, par le regroupement de plusieurs campements et le déplacement de l'ancien village Attobrou (site du cimetière actuel). Ce fut sous la houlette du docteur Tanon Séka Kouamé Lambert, premier médecin abbey (promotion 1928), que le site de l'actuel village plus moderne et extensif fut choisi. Plus tard, c'est le docteur Affoundah Sonan Lambert qui put convaincre les villageois de la nécessité de l'aménagement du nouveau site.

## Naissance d'Attobrou
- L'origine du nom Attobrou prend ses racines dans la langue baoulé : Be n'ga batobrou c'est-à-dire ceux qui ont fui ;
- Dix huitième siècle et demi : princesse Morié Affoh, une épouse du roi de Tiassalé, nanan Boua Kouassi, quitta dans sa fuite, ce dernier et fonda, avec son frère Essehin Blékoutou, prisonnier du roi par ironie du sort, un hameau appelé Morié ohomon (village triste) par l'entremise de Yadio une chefferie proche qui leur offrit asile et territoire. Pour asseoir son autorité et peupler le hameau, princesse Morié Affoh pacifie des territoires à coup d'or, en échange de prisonniers et esclaves qu'elle fit libérer. Très rapidement et de mutation en mutation, ce hameau devint un gros village puissant pour donner naissance à l'actuel Attobrou, qui est composé de quatre grandes entités culturelles akan : Essehin bosso, Amoro, Otopè et N'Gban noua.

## Organisation sociale
Situé au sud-est à 25 km d'Agboville et à 105 km d'Abidjan, Attobrou-village est fortement hiérarchisé avec à sa tête un chef de terre, un chef de village ou maire et des notables, ainsi qu'un sous-préfet et un poste de gendarmerie.
- Chef de terre : il ne peut être issu que de la lignée de la princesse Morié Affoh et de son frêre Essehin Blékoutou. Il jouit d'attributs de roi à vie. Il est la première autorité du village et le guide des traditions. Il protège ses sujets, fixe les lois terriennes et des fêtes, organise la fête d'igname appelée jidja. De Nana Amidja à Akafou Kouassi, et par le récent feu nana Alléchi Achi, Attobrou n'a connu que sept chefs de terre à vie ;
- Chef de village : deuxième personnalité du village actuellement sous tutelle du ministère de l'intérieur. Les chefs de village les plus récents sont : feu nana Essehin Okoffe Yapi, nana Yapi Damase, nana Chahouwa Ahochi Frédéric de la noblesse Bédé Chahouwa, nana Yapo Yapo, nana Hervé Kouamelan Amonkou, cadre de la police nationale à la retraite, et l'actuel chef nana Jean Koffi Ablo, cadre de BCEAO à la retraite.

## Organisation administrative
Attobrou dépend administrativement d'Agboville.
Ce faubourg est l'union de 4 villages Akan prenant les noms de leurs lignées historiques de migration ou familles :
- Otopè ou Otopé ;
- N'Gban noua (ou N'Gbannian) ;
- Essehin bosso ;
- Amorro.

## Histoire récente
- 1976 : création de COPA, village spécifique à vocation cacaoyère dans les no man's land de la forêt Agbo ;
- Mai 2011 : installation des forces républicaines FRCI sous la présidence d'Alassane Ouattara, et d'un poste de gendarmerie nationale ;
- Janvier 2017 : Attobrou est érigé en commune et doté d'une sous-préfecture.

## Personnalités politiques
Attobrou est le village natal de personnalités comme :
- Léonard Yapo-Offoumou Yapo, professeur puis principal, fondateur de plusieurs écoles, lycées et instituts, député-maire, homme politique, membre du bureau politique du PDCI-RDA ;
- Lambert Tanon Sécka Kouamé, médecin africain hors classe, diplômé de médecine en 1928 et grand militant du PDCI-RDA a l'époque coloniale.

## Grandes personnalités du monde agricole
Ce village fait partie des zones à forte production de cacao, première richesse de la Côte d'Ivoire. Parmi les gros producteurs ivoiriens de cacao, on peut citer dans ce village :
- La noblesse Gbotto, grande famille agricole des années 1930, dans les no man's land d'Agbo ;
- Félix Yapo-Offoumou Baka (1921-1991), chef central des écoles de villages, grand propriétaire terrien dans les no man's land d'Agbo, producteur-baron de cacao, aurait concouru à l'équilibre économique de la localité.

## Commune rurale en développement
Électrifié depuis 1972, Attobrou est élu commune rurale depuis 2006 par le président Laurent Koudou Gbagbo.
Plus de 15 000 habitants, ce village est un véritable carrefour de brassage inter-ethnique et cosmopolite accueillant des ressortissants de plus 15 nationalités. Des maisons à étage, des pavillons et villas ultra modernes dotés de téléphones et TV enrichissent ce village modèle construit par les villageois eux-mêmes.
Cette petite commune rurale est dotée de centre culturel, de château d'eau, de plusieurs écoles primaires, de collèges d'enseignement, de dispensaires.

## Village politique
Cette commune rurale est une base arrière politique qui a accueilli plusieurs barons de la politique ivoirienne lors des campagnes préélectorales de novembre 2009 : le RDR d'Alassane Dramane Ouattara alias ADO ; le FPI de Pascal Affi N'guessan et de Laurent Koudou Gbagbo ; le PDCI-RDA du président Henri Konan Bédié.

## Éducation
- Cinq écoles primaires
- Un collège d'enseignement général (initiative de feu Léonard Offoumou yapo qui avait auparavant offert une école primaire de 6 classes au village)

## Eau, électricité et santé
- 2005 : un château d'eau de large couverture a été construit, sous l'impulsion de la Mutuelle de Développement d'Attobrou (MUDEVA), avec l'appui de M. Edi René, fils du village de Yadio et expert comptable de son état, et avec la participation des quatre villages (Attobrou, Yadio, Boguié, Séguié) formant la communauté villageoise dont le chef-lieu est Attobrou ;
- 1972 : construction par le village, d'un dispensaire opérationnel ;
- 1972 : date d'électrification totale d'Attobrou et ses environs ; il n' y a pas de délestage.

## Commerce et marché
Village cosmopolite accueillant, depuis les années 1920, plusieurs nationalités sous régionales, est un important carrefour du commerce de la cola, du bois dur, du cacao, du café, de l'or et des épices.

## Organisations agricoles
Des dizaines de coopératives dynamisent la vie économique de la localité dont l'une des plus importantes, est la Coopérative Agricole Régionale de l'Agnéby COOPARA, dirigée par l'expert agrojuriste Edouard Atté Offoumou, etc.

## Culture, musique et tourisme
- Attobrou est doté, depuis 1987, d'un centre culturel et de danse de grande capacité. Construction et financement sont assurés par les villageois eux-mêmes. Centre actuellement utilisé comme poste de gendarmerie nationale ;
- La musique traditionnelle est très riche de symboles et de mythes, qui ne s'externalise que pendant les événements exceptionnels ; exemple, le aïyô. Etigbanôn ou tam-tam en est l'instrument musical principal. (Voir le langage tambouriné du professeur Niangora Boah, anthropologue, université d'Abidjan). Feu Djama Nicolas, danseur, en est le garant ;
- Feue Ywoyè Bernadette, considérée comme l'une des meilleures artistes chanteuses Abbey de la région Agnéby-Tiassa, est née le 1er janvier 1970 à Attobrou. Sa carrière musicale débute en 1992 lorsqu’elle intègre l’orchestre Offo Lowun d’Assa Léonard dans la ville d’Agboville. Deux années plus tard, en 1994, elle tente une autre aventure avec l’orchestre Fawou Système d’Agboville pour, un an plus tard, rejoindre l’orchestre Privilège de la même ville et pour finir, se stabiliser à partir de 2000, avec l’Echo Orchestra de l’Agneby. Elle a enregistré sept albums dont le dernier s’intitule Terminator[2];
- Biéchi : site touristique, granitique éternellement nuageux et fumant.

## Sportifs
- Foot : des équipes de football dont les plus importantes : la Renaissance Club (RC), l'Union Sportive des Camarades d'Attobrou, USCA et Benfica Lisbonne dominent l'espace sportif de cette localité, depuis 1970 ;
- Arthur Boka : footballeur international, équipe Éléphants de Côte d'Ivoire, il participe aux œuvres sociales pour cette localité.

## Espérance de vie
On peut compter des centenaires dans ce village malgré une espérance de vie faible autour de  55 ans : on dénombre plusieurs octogénaires, des centenaires (plus de 100 ans). source : transect local[réf. souhaitée]